# モロッコの国旗
モロッコの国旗（モロッコのこっき、Flag of Morocco）は深紅の色で預言者ムハンマドを象徴しており、緑の五芒星「スレイマン（ソロモン）の印章」が表されている。
現王朝のアラウィー朝が始まった17世紀ころには赤旗が用いられていたが、1912年に「ほかの多くの赤旗と区別するため」緑の星が付け加えられた。
憲法第7条で「王国のしるしは、中央に5つの稜を持つ緑の星を伴った赤い旗である」と定められている。

商船旗?
軍艦旗?
海軍用国籍旗
王室標準旗。国籍旗として使われることもある。
略式王室旗
モロッコ空軍のワッペン
モロッコ王立軍隊の旗
王室警備隊の旗

## 歴史

?1666年から1912年までの旗
?19世紀ごろに頻繁に使われた鋏の旗
?1924年までの旗
?国際管理地区タンジールの旗（1923年-1956年）
? スペイン保護領モロッコ（1937年-1956年）の商船旗
?フランス保護領モロッコ（1919年-1946年）の商船旗
?リーフ共和国（1921年-1926年）の旗